# Chandausi
Chandausi är en stad i distriktet Moradabad i den indiska delstaten Uttar Pradesh. Den är belägen på en höjd av 184 m ö.h., och hade 114 383 invånare vid folkräkningen 2011.